# Суму-Яман
Суму-Яман (Суму-Адад) (д/н — бл. 1796 до н. е.) — лугаль (володар) Трього царства Марі близько 1798—1796 років до н. е.

## Життєпис
Походив з династії сімалаїтів (відома також як Лім). Син лугаля Яхдун-Ліма. Близщько 1798 року до н. е. влаштував змову проти батька, який загинув, а суму-Яман захопив владу.
Вимушений був продовжувати боротьбу проти царя Шамші-Адада I та його союзників. За цих обставин намагався укласти мирний договір з Самуепухом, царем Ямхаду і союзником шамші-Адада, проте марно. Зрештою війська Марі зазнали нових поразок, а самого Суму-Ямана було вбито власними слугами за спонукання шамші-Адада I. Новим царем Марі останній зробив свого сина Ясмах-Адада.